# Тіт Лукрецій Триципітін
Тіт Лукрецій Триципітін (? — після 504 року до н. е.) — політичний, державний та військовий діяч Римської республіки, консул 508 і 504 років до н. е.

## Життєпис
Походив з патриціанського роду Лукреціїв. Син Тіта Лукреція Триципітана. Про молоді роки мало відомостей. 
У 508 році до н. е. був обраниц консулом спільно з Публієм Валерієм Публіколою. Під час свого консульства займався обороною Риму від військ етруського царя Порсени. У 504 році до н. е. вдруге був обраний консулом знову спільно з Публієм Валерієм Публіколою. Під час цієї каденції Триципітан з успіхом воював з сабінянами, за що отримав від сенату тріумф. Подальша доля не відома.